# Поправка, Егор Юрьевич
Его́р Ю́рьевич Попра́вка (укр. Єгор Юрійович Поправка; 12 февраля 2004, Чернигов) — украинский футболист, защитник ковалёвского «Колоса», выступающий на правах аренды за клуб ЮКСА.

## Биография
Родился в Чернигове. Воспитанник академии местной «Юности», в футболке которой с 2017 по 2021 год выступал в ДЮФЛУ, а также за «Юность-2» в юношеских футбольных турнирах черниговской области. В начале августа 2021 года стал игроком «Кудровки», но играл исключительно за вторую команду в областном чемпионате и любительском чемпионате Украины.
В конце августа 2022 года оказался в структуре «Колоса». Сначала выступал за «кузнецов» в юношеском чемпионате Украины. Впервые в заявку главной команды попал 9 мая 2024 года, на проигранный (1:0) домашний поединок 15-го тура Премьер-лиги Украины против луганской «Зари». Егор просидел все 90 минут на скамейке запасных. На профессиональном уровне дебютировал 10 августа 2024 года в ничейном (0:0) домашнем для «Колоса» поединке 2-го тура Премьер-лиги Украины против петровского «Ингульца». Поправка вышла на поле на 90+4-й минуте вместо Валерия Лучкевича.